# C64 Direct-to-TV
C64 Direct-to-TV (сокращённо C64DTV) — однокристальная реализация бытового компьютера Commodore 64, выполненная в корпусе джойстика, и имеющая 30 встроенных игр. Такая конструкция имеет сходство с Atari Classics 10-in-1 TV Game.

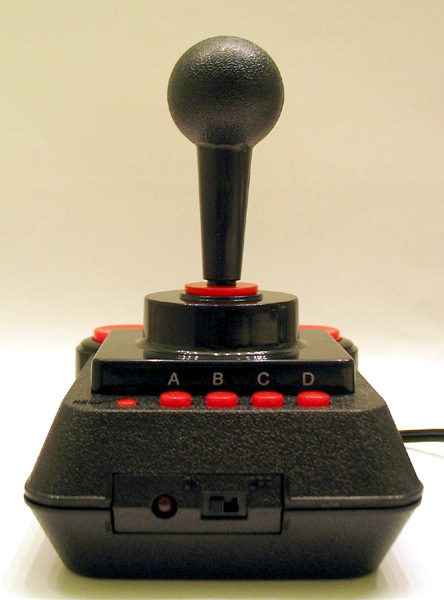
Внешний вид C64 Direct-to-TV.

Компания Tulip Computers, с 1997 года владеющая торговой маркой «Commodore», лицензировала права для компании Ironstone Partners, которая совместно с компаниями DC Studios, Mammoth Toys, и The Toy:Lobster Company разработала и выпустила устройство в продажу. Компания QVC приобрела первую партию устройств, имеющую объём в 250 000 устройств, и продала 70 000 из них в первый день продаж. Интересным совпадением является то, что штаб-квартира QVC, находящаяся в Studio Park (Уэст-Честер, Пенсильвания), ранее являлась офисом Commodore.
Электрическая схема C64DTV была разработана Джери Эллсуорт (en), любительницей-самоучкой, увлекающейся разработкой микросхем. До C64DTV она разработала компьютер C-One.

## Технические характеристики
C64DTV питается от четырёх батарей типа AA. Он имеет две кнопки стрельбы, четыре функциональных клавиши, а также видео и аудио выходы (выход звука монофонический). Внутреннее устройство подобно оригинальному C64, имеет такие же возможности и ограничения, однако не имеет клавиатуры и портов ввода-вывода. Печатная плата устройства имеет точки для подключения портов дисковода и клавиатуры, подробные инструкции по выполнению такого подключения также доступны.
Было выпущено две версии С64DTV. Первая версия появилась на американском рынке в конце 2004 года, и была ориентирована на работу с телевизорами, поддерживающими стандарт кодирования цвета NTSC. По сравнению с оригинальным C64, она имела следующие возможности:
- Перепрограммируемая палитра, 4 бита цветности и 4 бита яркости
- 128 КБ ОЗУ и 2 МБ ПЗУ для встроенных игр
- Устройство ПДП, используемое для передачи данных из ПЗУ и дополнительного ОЗУ в основное ОЗУ системы

В конце 2005 года появилась обновлённая версия, предназначенная для европейского и мирового рынков. Она работала с телевизорами системы PAL, и имела дополнительные возможности:
- 2 МБ ОЗУ и 2 МБ электрически перепрограммируемого ПЗУ для встроенных игр
- Улучшенная реализация графических режимов, включая «чанковый» 256-цветный режим
- Устройство блиттера для быстрого преобразования изображений
- Улучшенный процессор с режимами ускорения, дополнительными регистрами, и поддержкой недокументированных операций

К сожалению, PAL-версия содержит ошибку, допущенную в процессе производства, и приводящую к плохому отображению цветов (были перепутаны номиналы резисторов в резистивных ЦАП для цветности и яркости). Существует подробное руководство по устранению этой проблемы, однако выполнение этой операции требует навыков работы с компонентами для поверхностного монтажа.
Игровое устройство «HUMMER Off-Road Racing Challenge Video Game» от RadioShack использует в качестве основы C64 DTV, и может быть модифицировано для работы в качестве стандартного C64.

## Встроенные игры
Официальные игры для устройства в основном представлены оригинальными версиями игр для Commodore 64 от компаний Epyx и Hewson Consultants.

### Epyx
- Summer Games I
- Winter Games I
- Pitstop I
- Pitstop II
- Supercycle
- Jumpman Jr.
- Impossible Mission
- Impossible Mission II
- Championship Wrestling
- Gateway to Apshai
- Sword of Fargoal
- Silicon Warrior
- World Karate Champion (также известна как World Karate Championship и International Karate)
- Некоторые игры, взятые из серии «Games» компании Epyx, включая Bull Riding, Sumo Wrestling, Flying Disks

### Hewson
- Tower Toppler (AKA Nebulus)
- Paradroid
- Eliminator
- Cyberdyne Warrior
- Cybernoid I
- Cybernoid II
- Ranarama
- Firelord
- Exolon
- Uridium
- Zynaps

### Image Works
- Speedball